# والیندا (کالیفرنیا)
والیندا (به انگلیسی: Valinda) یک منطقهٔ مسکونی در ایالات متحده آمریکا است که در لس‌آنجلس واقع شده‌است. والیندا ۵٫۲۱۷ کیلومتر مربع مساحت و ۲۲٬۸۲۲ نفر جمعیت دارد و ۱۰۶ متر بالاتر از سطح دریا واقع شده‌است.